# موریس دورگته
موریس دورگته (فرانسوی: Maurice Durquetty‎) ورزشکار پیلوتای باسکی اهل فرانسه بود.